# Ithell Colquhoun
Ithell Colquhoun (* 9. Oktober 1906 in Shillong; † 11. April 1988 in Lamorna) war eine britische Künstlerin, Dichterin, Schriftstellerin und praktizierende Alchemistin. Colquhoun gilt als bedeutende Vertreterin des Surrealismus.

## Leben
Geboren wurde Ithell Colquhoun in Shillong, Britisch-Indien, besuchte das Cheltenham Ladies College und studierte Kunst an der Slade School of Fine Art in London.
Sie bereiste Frankreich, um Salvador Dalis Werk zu studieren, besuchte die International Surrealist Exhibition in London und hatte zahlreiche Ausstellungen in England und Deutschland. 1940 wurde sie wegen ihrer okkulten Studien von E. L. T. Mesens aus der Surrealistischen Vereinigung ausgeschlossen.
Seit den vierziger Jahren verbrachte Colquhoun viel Zeit in Cornwall, wo sie sich 1959 endgültig niederließ. Sie fühlte sich der Landschaft Cornwalls eng verbunden, was sie in zahlreichen Bildern, Gedichten und ihrem Buch The Living Stones: Cornwall (1957) zum Ausdruck brachte.
Ithell Colquon engagierte sich in verschiedenen mystisch-rosenkreuzerischen Gemeinschaften und verband die dort erlernten Techniken mit ihrer künstlerischen Arbeit. Viele ihrer Bilder entstanden mit Décalcomanie, der Technik des „Automatischen Malens“ als Äquivalent zum Automatischen Schreiben, wie es z. B. von W.B. Yeats verwendet wurde. Ähnlich wie Yeats wollte Colquhoun auf diese Weise die Verbindung zwischen ihrem mystischen und ihrem künstlerischen Schaffen erreichen. Sie veröffentlichte zahlreiche Artikel über alchemistische und okkulte Themen und verfasste ein Buch über S. L. MacGregor Mathers, den Ordensgründer des Hermetic Order of the Golden Dawn. Ihre späteren Bilder signierte sie mit dem Monogramm ihres Ordensnamens Soror Splendidior Vitro.
Als ihr letztes größeres Werk gestaltete sie 1977 einen Satz von 78 Bildern, die eine Art abstrakter surrealistischer Übersetzung des Waite Tarots darstellen.
Am 11. April 1988 starb Ithell Colquhoun im Menwinnion Country House Hotel in Lamorna (Cornwall) an Herzversagen.

## Werk
Colquhouns Werke finden sich unter anderem in London im British Museum, der National Portrait Gallery (London) und in der Tate Gallery, sowie im Royal Cornwall Museum, Truro und im Israel Museum in Jerusalem.
Anfangs arbeitete Colquhoun mit der durch Dali bekannt gewordenen Doppelbilder-Technik, ein Beispiel dafür wäre das unten verlinkte heute in der Tate Gallery befindliche Bild „Scylla“, ab 1939 experimentierte sie mit Décalcomanie und anderen Techniken „automatischen“ Malens. Mit dieser Technik stellte sie unter anderem die Serie der 78 Tarotkarten-Bilder her.

## Bibliografie
- The Prose of Alchemy. The Quest. Vol 21 (3) April 1930 pp 294-303.
- Salvo for Russia, 1942 (Beitrag)
- The Fortune Anthology, 1942 (Beitrag)
- The Living Stones Cornwall, 1957
- The Two Silurists. Prediction, Vol. 37, No 7. July 1971. pp 22-24. Thomas Vaughan, the alchemist, and his brother.
- The Taro as Colour. Sangreal, 1978, Vol 1. No. 2 pp 31-33. Reprint of an essay written to accompany an exhibition at the Newlyn Art Gallery in 1977.
- Notes on the Colouring of the Homer’s Golden Chain Diagram. Hermetic Journal, 1979. no 6 pp 15-17.
- The Rosie Crucian Secrets: Their Excellent Method of Making Medicines of Metals Also Their Lawes and Mysteries, 1985 (Einleitung)
- Ithell Colquhoun: Schwert der Weisheit, MacGregor Mathers und der „Golden Dawn“. Kersken-Canbaz, Bergen 1996, ISBN 3-89423-030-4.
- Goose of Hermogenes, 2003, ISBN 978-0-7206-1177-9
- The Magical Writings of Ithell Colquhoun, 2007 (edited by Steve Nichols), ISBN 978-1-84753-162-9